# 水田龍子
水田龍子（日语：水田 竜子，1977年1月4日—），是一名日本女性演歌歌手。出生於北海道旭川市。

## 出道經過
1992年，以年僅15歲年紀，於日本放送協會的長壽歌唱比賽節目「NHK揚聲歌唱」（NHKのど自慢）中憑歌曲「要是男人」（男なら）奪得全年總冠軍的榮譽，自此便踏足娛樂界，師隨水森英夫。1994年，推了首張單曲大碟「土佐的女人調子」（土佐のおんな節）。現時已經累積推出了27張單曲集及最少15張專輯，並曾於2006年及2017年7月兩度到訪台灣登台。
2000年至2003年期間，與上杉香緒里、渡邊博美（後來改名為鹿島博美）三人演歌歌手組成了『牛仔褲女孩』（Gパン娘），於文化放送的電台節目『跑！歌謠曲』（走れ!歌謡曲）中擔任主持。
自出道以來，水田龍子一直都以穿著西服演出。出道初期常以中性打扮為主，以西裝配上領帶出場，自第3張單曲起改穿裙子，這習慣一直維持將近二十年，從《霧島之宿》起，則改為穿着和服表演，一直至今。
2014年9月22日於電台節目及個人網誌中宣佈已入籍，但並沒有透露其丈夫的身份。
除了作為一位演歌歌手外，水田龍子亦有主持電台節目及在多個電視台的演歌節目中出鏡。

## 得獎記錄
- 1994年：

- 第27屆日本有線大獎新人獎
- 第27屆新宿音樂祭金獎（已停辦）
- 第36屆日本唱片大獎新人獎
- 第13屆大都市帶歌謠祭最優秀新人賞（已停辦）

## 單曲集
| 發行次序 | 發售日         | 標題                        | 作詞          | 作曲          | 編曲          | Oricon最高排名                                                  |
| -------- | -------------- | --------------------------- | ------------- | ------------- | ------------- | --------------------------------------------------------------- |
| 1        | 1994年1月21日  | 土佐的女人調子 （）         | 里村龍一      | 岡千秋        | 丸山雅仁      |                                                                 |
| 2        | 1995年2月22日  | 北海一番船                  | 里村龍一      | 美樹克彥      | 前田俊明      |                                                                 |
| 3        | 1996年6月5日   | 糟透的心情 （ご機嫌ななめ）             | 千家和也      | 幸耕平        | 伊戶紀夫 （） |                                                                 |
| 4        | 1997年3月21日  | 送別酒 （お立ち酒）                 | 水木禮二 （） | 市川昭介      | 池多孝春      |                                                                 |
| 5        | 1998年2月21日  | 津輕民謠戀歌 （じょんがら恋唄）           | 高橋直人      | 荒井玉英 （） | 池多孝春      |                                                                 |
| 6        | 1999年3月26日  | 夢宵醉 （夢宵酔）                 | 下地亞記子    | 岸本健介      | 前田俊明      |                                                                 |
| 7        | 2000年1月1日   | 寫在酒上的道歉信 （酒に書いた詫び状）       | 上田紅葉      | 大船亘 （）   | 龍崎孝路      |                                                                 |
| 8        | 2000年8月23日  | 悲哀的機場 （哀しみのエアポート）             | 菅麻貴子      | 徳久廣司      | 前田俊明      |                                                                 |
| 9        | 2001年7月25日  | 已喝醉了 （）               | 千家和也      | 濱圭介        | 伊戶紀夫      |                                                                 |
| 10       | 2002年8月22日  | 東京舞踏曲（探戈） （トーキョー舞踏曲）     | 岡田富美子    | 葉弦大        | 伊戶紀夫      |                                                                 |
| 11       | 2003年8月27日  | 直達雲宵的御柱 （天までとどけ御柱）         | 山崎文惠 （） | 宮下健治      | 伊戶紀夫      |                                                                 |
| 12       | 2004年8月25日  | 遙遠的宗谷岬 （宗谷遥かに）           | 山崎文惠      | 宮下健治      | 龍崎孝路      |                                                                 |
| 13       | 2005年11月23日 | 北山崎                      | 水木禮二      | 水森英夫      | 前田俊明      | 65位                                                            |
| 14       | 2006年10月25日 | 角館哀歌                    | 水木禮二      | 水森英夫      | 前田俊明      | 56位                                                            |
| 15       | 2007年9月5日   | 紅花之宿 （紅花の宿）               | 水木禮二      | 水森英夫      | 前田俊明      | 25位 演歌、歌謠曲部第2位 首張獲得金唱片認證。                   |
| 16       | 2009年1月1日   | 風之宿 （風の宿）                 | 水木禮二      | 水森英夫      | 前田俊明      | 17位 演歌、歌謠曲部第4位                                        |
| 17       | 2009年9月30日  | 伊根之舟屋 （伊根の舟屋）             | 水木禮二      | 水森英夫      | 南鄉達也      | 23位 演歌、歌謠曲部第2位                                        |
| 18       | 2010年4月21日  | 依依不捨的國東 （国東みれん）         | 水木禮二      | 水森英夫      | 前田俊明      | 29位 演歌、歌謠曲部第5位                                        |
| 19       | 2011年1月1日   | 霧之土讚線 （）             | 水木禮二      | 水森英夫      | 前田俊明      | 19位 演歌、歌謠曲部第3位                                        |
| 20       | 2011年9月7日   | 雖然我已沒有女人的風韻 （女の色気はないけれど） | 水木禮二      | 水森英夫      | 伊戶紀夫      | 47位 演歌、歌謠曲部第3位                                        |
| 21       | 2012年3月7日   | 野付水道                    | 水木禮二      | 水森英夫      | 南郷達也      | 29位 演歌、歌謠曲部第2位                                        |
| 22       | 2012年10月24日 | 余市之女 （余市の女）               | 水木禮二      | 水森英夫      | 伊戶紀夫      | 29位 演歌、歌謠曲部第2位                                        |
| 23       | 2013年5月22日  | 雪之細道 （雪の細道）               | 喜多條忠      | 水森英夫      | 前田俊明      | 38位 演歌、歌謠曲部第2位                                        |
| 24       | 2014年2月26日  | 平戶雨情 （平戸雨情）               | 水木禮二      | 水森英夫      | 前田俊明      | 35位 演歌、歌謠曲部第7位                                        |
| 25       | 2015年2月4日   | 流言之港 （噂の港）               | 池田充男      | 水森英夫      | 前田俊明      | 25位 演歌、歌謠曲部第2位                                        |
| 26       | 2015年11月25日 | 霧島之宿 （霧島の宿）               | 坂口照幸      | 水森英夫      | 前田俊明      | 34位 演歌、歌謠曲部連續2周冠軍 個人首度獲得演歌、歌謠曲週間冠軍 |
| 27       | 2016年7月6日   | 依依不捨的木曾川 （木曽川みれん）       | 坂口照幸      | 水森英夫      | 前田俊明      | 36位 演歌、歌謠曲部第2位                                        |
| 28       | 2017年1月1日   | 船折瀨戶 （）               | 岸開世 （）   | 水森英夫      | 前田俊明      | 22位 演歌、歌謠曲部連續2周冠軍                                  |
| 29       | 2017年8月9日   | 懷念新 （新庄恋しや）                 | 麻曆 （）     | 水森英夫      | 前田俊明      | 31位 演歌、歌謠曲部冠軍                                         |
| 30       | 2018年3月21日  | 有明月夜                    | 森田泉 （森田いづみ）   | 水森英夫      | 丸山雅仁      | 40位 演歌、歌謠曲部第3位                                        |
| 31       | 2018年11月21日 | 禮文水道 （礼文水道）               | 森田泉        | 岡千秋        | 前田俊明      | 60位 演歌、歌謠曲部第2位                                        |
| 32       | 2019年9月4日   | 桂濱哀歌 （桂浜哀歌）               | 森田泉        | 宮下健治      | 南鄉達也      | 38位 演歌、歌謠曲部第6位                                        |
| 33       | 2020年6月10日  | 能登島未練 （能登島みれん）             | 喜多條忠      | 弦哲也        | 南鄉達也      | 24位 演歌、歌謠曲部第3位                                        |
| 34       | 2021年4月7日   | 陸奧夢情 （みちのく夢情）               | 水木禮二      | 水森英夫      | 野川豐        | 26位 演歌、歌謠曲部第3位                                        |
| 35       | 2022年8月10日  | 那就是旭川 （そのわけは旭川）             | 水木禮二      | 岡千秋        | 南郷達也      |                                                                 |
| 36       | 2023年4月5日   | 由京都之町再一次 （京都の町からもう一度）       | 水木禮二      | 岡千秋        | 南郷達也      |                                                                 |
| 37       | 2025年2月19日  | 陸奧花 （みちのくの花）                 | 水木禮二      | 濱圭介        | 若草惠        |                                                                 |

備註：
1. ↑  為翻唱內海美幸（日语：内海美幸）的同名歌曲。
2. ↑  特別為JR四國土讚線全通60周年而創作的歌曲
3. ↑  本曲為作詞者岸開世奪得了第49回日本作詩大獎「最優秀新人獎」[21]。

## 外部連結
- 龍宮城－水田龍子的官方網站 （页面存档备份，存于）
- 水田龍子的官方部落格 （页面存档备份，存于）
- RyukoTV － Youtube水田龍子官方視訊專頁 （页面存档备份，存于）